# Partînți, Starokosteantîniv
Partînți (în ucraineană Партинці) este un sat în hromada Starokosteantîniv (a fost odată ca niciodată comuna Hubcea) din raionul Starokosteantîniv, regiunea Hmelnîțkîi, Ucraina.

## Demografie
Componența lingvistică a localității Partînți
     Ucraineană (99,25%)
     Alte limbi (0,75%)
Conform recensământului din 2001, majoritatea populației localității Partînți era vorbitoare de ucraineană (99,25%), existând în minoritate și vorbitori de alte limbi.